# Pai Penela
Pai Penela ist ein Ort und eine ehemalige Gemeinde (Freguesia) im portugiesischen Kreis Mêda. Die Gemeinde hatte 67 Einwohner (Stand 30. Juni 2011).
Am 29. September 2013 wurden die Gemeinden Pai Penela, Vale Flor und Carvalhal zur neuen Gemeinde União das Freguesias de Vale Flor, Carvalhal e Pai Penela zusammengeschlossen.